# GTECH
GTECH Corporation，公司設在普洛威頓斯，羅德島州，於2006年8月29日在美國成為全資附屬公司Lottomatica, S.p.A. Lottomatica是持有意大利全國彩票執照；而De Agostini Group，一個意大利私人控股公司即Lottomatica的大股東。合併後的GTECH和Lottomatica現金交易價值約為4.7億元，按全面攤薄計算，包括假定債務。GTECH管理多個國家博彩在美國，也有合同管理地方和國家獎券歐洲，澳洲，拉丁美洲的加勒比海與亞洲。它具有爭議的歷史，而是與台北富邦商業銀行，正在拼一個申辦體育博彩台灣。
GTECH的股票符號對紐約證券交易所是維護'GTK'但是股票已上市，在美國和Lottomatica, S.p.A.已刊載於Mercato Telematico Azionario在米蘭'LTO'維護，並自2001年5月17日管理Borsa Italiana. 
根據一個GTECH的新聞稿，Lottomatica，隨著GTECH現在控制著63%的全球網上彩票業務。在2005年，該公司聘用超過6,300人在全世界贏得超過300美元的1.5億美元，.GTECH，現在有一個Lottomatica子公司，設有業務中心，在澳大利亞，比利時，愛爾蘭，波蘭與巴西。
GTECH將其公司總部從西部格林威治，羅德島，移到了市中心Waterplace Park的10層大樓，費用高達10億美元.2006年11月員工搬入新總部，2006年12月GTECH下崗職工200名.公司總裁聲稱要裁員無關購併。
在2002年至2006年，GTECH解僱了四首席技術官。在2006年夏季，經過了上次的首席技術官被隨便放手，由Citizens Financial的候選人在最後一刻退出。Financial的候選人，接受了CTO立場，原定於2006年12月11日，12月6日退出。
至從2005年，該公司在美國開始實行多樣化賭場管理。2005年3月2日，聯合体賓夕法尼亞宣布，它已選定GTECH供應中央控制計算機系統將替賓州監察老虎機遊戲。
2005年9月，該公司宣布，它正把自己打扮出售。據新聞報道，這是在回應邀約申辦公司的[私人股票]手臂[高盛]。2006年1月，據宣布，GTECH將購買意大利公司Lottomatica12.26de血脂溫泉。Lottomatica經營意大利的樂透獎和de血脂是一家私人擁有的控股公司和Lottomatica的大股東。GTECH倖存的銷售和經營業務單位Lottomatica. Bruce Turner將成為公司的首席執行官Lottomatica，和首席財務官和首席運營官還將承擔同等作用的新公司。

## 爭議
以一家每星期處理幾億美金的大公司來講，GTECH是捲入令人驚訝多的醜聞。創立者之一，Guy Snowdon，當時的主席GTECH，是 裁定 （页面存档备份，存于）1998年試圖誹謗時理察·布蘭森（Richard Branson）的維珍航空被告人Guy Snowdon嘗試Branson行賄。由於這個案子，GTECH每月必須向英國彩票報告36項，並且Camelot Group審計GTECH.
出售給Lottomatica之前，幾乎所有GTECH的美國客戶進行盡職，或是直接由一個國家機構，結合一個會計事務所或者代表人以北美協會國家和省彩票 （页面存档备份，存于）。德州派出一組公共安全部的調查，羅德島，羅馬和其他地方，而這份報告並不漂亮，雖然predictably無疾而終出這嚴重報告 （页面存档备份，存于）；得克薩斯州和其他國家的批准出售。
然而，歷史變得更黑。有不少媒體報導過關於GTECH的醜聞，目前GTECH管理呼喚這都是'過去的事'.
一些值得注意的事項：
David Smith被GTECH的全國銷售總監，當他花了近170元的回扣，從客在新澤西州。1996年，他曾因詐騙及其他罪名，將他送進監獄達五年之久。由於這 德克薩斯州彩票委員會 （页面存档备份，存于）發起一項調查後，史密斯的判決前報告，指證他在另一個回扣計劃與該公司的得克薩斯 客。任何指控是在得克薩斯州的指控。但德州探針促成了1997年發射德州彩券主任諾拉利納雷斯之後官員悉 朋友，她結婚後，曾秘密擔任過六千元一個GTECH的顧問。利納雷斯狀告GTECH和委員會的建議，聲稱她已被開除，出於政治原因。在提出庭外和解，GTECH付給她$435,000，另加290,000美元為她的律師。該公司承認有任何不法行為，並於稍後時間，GTECH--儘管當前的弊案並且有兩家公司投標低於Gtech，合約還是延長了兩年。
1997年，GTECH解僱了其在德州的chief lobbyist,Ben Barnes.Barnes，一位著名的德克薩斯州的民主黨人和前眾議院議長金在國家立法機構，告訴友人，他利用他的影響力得到布什門衛插槽接到請求從Houston石油龍頭Sid Adger. Barnes說Adger告訴他號召代表George H. Bush，當時是一個德克薩斯州眾議員。
在1997年，在德克薩斯州正在調查當中，GTECH解雇了Barnes，並付給他2,300萬美元的遣散，而GTECH榮獲上述合同。利納雷斯的繼任，勞倫斯Littwin開始了咄咄逼人的調查，但發射在不到5個月。Littwin還起訴他說他已被撤職後，考慮可能是非法的政治捐款，透過GTECH的230萬美元的遣散來巴恩斯 而他被撤職師出無名布什任命Harriet Miers, 1997年10月，經過5個月的工作。它辯稱，GTECH Corporation 清華大學國家彩票，直到1997年2月受聘為巴恩斯客逾300萬 去年，他負責Littwin解僱。Littwin律師的建議，在法院備案GTECH獲准以保持彩票合同 其中Littwin通緝開放競標 以換取巴恩斯的沉默，對布什進入了戒備。巴恩斯和他的律師曾譴責這一"青睞--還清"理論，法院的訴狀是"荒謬...神奇[和]保駕" Littwin被撤職後，下令檢討了競選財務報告各項德州政客沒有任何聯繫 GTECH或其他彩券承辦。但
Littwin不僱用或解僱，直到幾個月後，巴恩斯已經切斷他與GTECH. Littwin贏得了30萬美元，從解決GTECH，其中包括了保密秩序作為交易的一部分。Littwin被撤職，由當時的主委德克薩斯州彩票委員會，Harriet Miers。原因之一Miers退出她2005年最高法院提名是潛在的問她如何處理 GTECH和得克薩斯州彩票。（事實|日期=2007年2月）
Bush Miers Article （页面存档备份，存于）

## 外部連結
- GTECH主頁
- Lottomatica主頁 （页面存档备份，存于）
- De Agostini Group